# Левова ігрунка
Левова ігрунка або левовий тамарин (Leontopithecus) — рід приматів родини ігрункових (Callitrichidae). У роді відомо чотири визнаних види. Усі вони мешкають у тропічних лісах на сході Бразилії. Левова ігрунка важить до 900 г (2 фунтів) і близько 30 см (12 дюймів) в довжину, з хвостом близько 45 см (17 дюймів). Живляться переважно комахами, але й можуть споживати дрібні змії, ящірки, плоди.
Описано чотири види:
- Левовий тамарин золотий (Leontopithecus rosalia)
- Leontopithecus chrysomelas
- Leontopithecus chrysopygus
- Leontopithecus caissara